# Humberto Donoso
Pour les articles homonymes, voir Donoso.
Humberto Donoso Bertolotto, né le 9 octobre 1938 à Arica au Chili et décédé le 4 mai 2000, est un joueur de football international chilien qui évoluait au poste de défenseur.

## Biographie

### Carrière en club
Avec le club de l'Universidad de Chile, il remporte cinq championnats du Chili.
Avec cette équipe, il participe à la Copa Libertadores en 1960, 1963, 1965 et enfin 1966.

### Carrière en sélection
Avec l'équipe du Chili, il joue 14 matchs, sans inscrire de but, entre 1963 et 1966. Il reçoit sa première sélection en équipe nationale le 23 mars 1963 face à l'Uruguay, et sa dernière le 11 mai 1966 contre le Mexique.
Il participe avec la sélection chilienne à la Coupe du monde 1966. Lors du mondial organisé en Angleterre, il ne joue aucun match. Il dispute toutefois cinq matchs comptant pour les tours préliminaires de cette compétition.

## Palmarès
Universidad de Chile
- Championnat du Chili (5) :
  - Champion : 1959, 1962, 1964, 1965 et 1967.
  - Vice-champion : 1961 et 1963.